# NGC 52

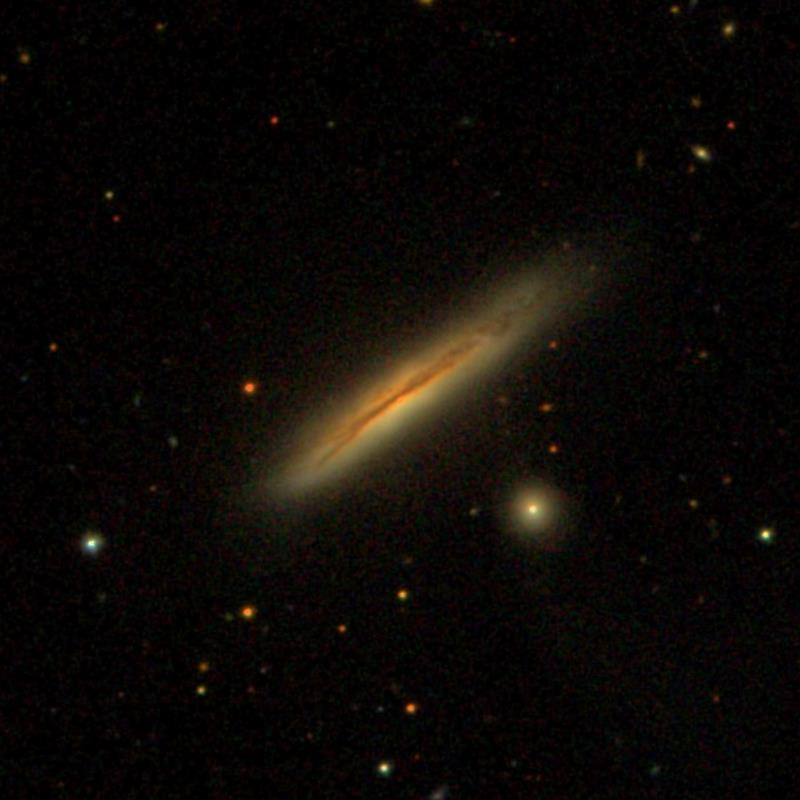
NGC 52

NGC 52是飛馬座的一個漩渦星系。星等為13.7，赤經為14分40秒，赤緯為+18°34'54"。在1784年9月18日首次被弗里德里希·威廉·赫歇爾發現。